# Vernonella
 Vernonella  Sond., 1850 è un genere di piante angiosperme dicotiledoni della famiglia delle Asteraceae.

## Etimologia
Il nome scientifico del genere è stato definito per la prima volta dal botanico Otto Wilhelm Sonder (1812-1881) nella pubblicazione " Linnaea; Ein Journal für die Botanik in ihrem ganzen Umfange. Berlin" ( Linnaea 23(1): 62) del 1850.

## Descrizione
Le piante di questa voce hanno un habitus prevalentemente erbaceo (con cicli biologici perenni o annuali). A volte sono presenti fusti frondosi o foglie rosulate (appassite all'antesi); altre specie sono aromatiche. La superficie può essere ricoperta da peli semplici a volte molto fitti.
Le foglie lungo il fusto sono disposte normalmente in modo alterno e sono sessili. La lamina è intera e in genere ha la forma oblunga con apici acuti. I margini sono continui. Le venature sono pennate.
Le infiorescenze sono corimbose formate da diversi capolini peduncolati. La struttura dei capolini è quella tipica delle Asteraceae: un peduncolo sorregge un involucro ampiamente campanulato composto da diverse brattee disposte su 3 - 6 serie embricate che fanno da protezione al ricettacolo sul quale s'inseriscono i fiori di tipo tubuloso. Le brattee dell'involucro sono persistenti con forme da largamente a strettamente oblunghe con punte da acute a arrotondate; quelle basali sono più lanceolate; il colore è spesso violaceo. Il ricettacolo può essere provvisto di pagliette oppure no (condizione usuale).
I fiori, da 10 a 50 per capolino, sono tetra-ciclici (ossia sono presenti 4 verticilli: calice – corolla – androceo – gineceo) e pentameri (ogni verticillo ha in genere 5 elementi). I fiori sono inoltre ermafroditi e actinomorfi (raramente possono essere zigomorfi).
- Formula fiorale:

*/x K {\displaystyle \infty }, [C (5), A (5)], G 2 (infero), achenio
- Calice: i sepali del calice sono ridotti ad una coroncina di squame.
- Corolla: il colore delle corolle è porpora; la superficie è pubescente o ghiandolosa per peli semplici o a forma di "T" o a forma di "L"; la forma in genere è tubulosa con 5 lobi finali spesso contorti; il tubo è lungo e sottile con gola corta che moderatamente si allarga sui lobi.
- Androceo: gli stami sono 5 con filamenti liberi e distinti, mentre le antere sono saldate in un manicotto (o tubo) circondante lo stilo.[11] Le antere, sagittate e sprovviste di ghiandole, sono speronate e smussate alla base e prive di coda; le appendici apicali sono oblunghe-ovate con pareti cellulari sottili. Il polline è tricolporato (con tre aperture sia di tipo a fessura che tipo isodiametrica o poro), echinato (con punte) e  "lophato" (la parte più esterna dell'esina è sollevata a forma di creste e depressioni)[12]; in altri casi possono essere presenti delle lacune in posizione polare.
- Gineceo: lo stilo è filiforme e privo di nodi (o eventualmente con un anello basale) con un nettario allungato o tubolare. Gli stigmi dello stilo sono due divergenti con la superficie stigmatica posizionata internamente (vicino alla base). La pubescenza è del tipo a spazzola con peli appuntiti.[13] L'ovario è infero uniloculare formato da 2 carpelli.

I frutti sono degli acheni con pappo. Gli acheni, a forma più o meno cilindrica, hanno circa 10 coste con la superficie sericea con ghiandole. All'interno si può trovare del tessuto di tipo idioblasto e rafidi di tipo subquadrato da corti a moderatamente allungati; non è presente il tessuto tipo fitomelanina. Il pappo è formato da setole persistenti capillari oppure appiattite; in alcune casi il pappo è assente; in altre frammiste alle setole sono presenti delle squamelle; in altre ancora il pappo è a forma di corona. Le setole possono essere pluriseriate (disposte su più serie).

## Biologia
- Impollinazione: l'impollinazione avviene tramite insetti (impollinazione entomogama tramite farfalle diurne e notturne).
- Riproduzione: la fecondazione avviene fondamentalmente tramite l'impollinazione dei fiori (vedi sopra).
- Dispersione: i semi (gli acheni) cadendo a terra sono successivamente dispersi soprattutto da insetti tipo formiche (disseminazione mirmecoria). In questo tipo di piante avviene anche un altro tipo di dispersione: zoocoria. Infatti gli uncini delle brattee dell'involucro si agganciano ai peli degli animali di passaggio disperdendo così anche su lunghe distanze i semi della pianta.

## Distribuzione e habitat
La distribuzione delle piante di questa voce è relativa all'Africa.

## Tassonomia
La famiglia di appartenenza di questa voce (Asteraceae o Compositae, nomen conservandum) probabilmente originaria del Sud America, è la più numerosa del mondo vegetale, comprende oltre 23.000 specie distribuite su 1.535 generi, oppure 22.750 specie e 1.530 generi secondo altre fonti (una delle checklist più aggiornata elenca fino a 1.679 generi). La famiglia attualmente (2021) è divisa in 16 sottofamiglie.

### Filogenesi
Le specie di questo gruppo appartengono alla sottotribù Linziinae descritta all'interno della tribù Vernonieae Cass. della sottofamiglia Vernonioideae Lindl.. Questa classificazione è stata ottenuta ultimamente con le analisi del DNA delle varie specie del gruppo. Da un punto di vista filogenetico in base alle ultime analisi sul DNA la tribù Vernonieae è risultata divisa in due grandi cladi: Muovo Mondo e Vecchio Mondo. I generi di Linziinae appartengono al subclade relativo all'Africa e Asia (con alcune eccezioni: Cuba e Australia).
La sottotribù, e quindi i suoi generi, si distingue per i seguenti caratteri:
- le brattee involucrali sono provviste di spicole ai margini;
- le setole del pappo sono appiattite;
- il polline è "lophato" e tricolporato e a volte non è echinato;
- nel polline i tipi "lophati" hanno una organizzazione radialmente simmetrica con disposizione regolare.

In precedenza la tribù Vernonieae, e quindi la sottotribù (Linziinae) di questo genere, era descritta all'interno della sottofamiglia Cichorioideae. La costituzione di questo gruppo è relativamente recente (2009); in precedenza tutti i generi della sottotribù erano descritti all'interno della sottotribù Centrapalinae. Nell'ambito della tribù Linziinae occupa, da un punto di vista filogenetico, una posizione abbastanza "basale" insieme alle sottotribù Erlangeinae e Gymnantheminae.
I caratteri distintivi per le specie di questo genere ( Vernonella) sono:
- le brattee involucrali in genere hanno gli apici arrotondati e margini scariosi;
- i capolini spesso sono solitari;
- i "colpi" del polline sono corti.

Il numero cromosomico delle specie di questo genere è: 2n = 18.

### Elenco delle specie
Questo genere ha 11 specie:
- Vernonella acrocephala (Klatt) H.Rob. & Skvarla
- Vernonella africana  Sond.
- Vernonella chthonocephala  (O.Hoffm.) H.Rob. & Skvarla
- Vernonella denudata  (Hutch. & B.L.Burtt) H.Rob. & Skvarla
- Vernonella kirkii  (Oliv. & Hiern) H.Rob. & Skvarla
- Vernonella lainzii  (S.Ortiz) H.Rob. & Skvarla
- Vernonella luembensis  (De Wild. & Muschl.) H.Rob. & Skvarla
- Vernonella platyseta  (S.Ortiz) H.Rob. & Skvarla
- Vernonella praecox  (Welw. ex O.Hoffm.) H.Rob. & Skvarla
- Vernonella praemorsa  (Muschl.) H.Rob. & Skvarla
- Vernonella subaphylla  (Baker) H.Rob. & Skvarla